# Мала Врбица (Кладово)
Мала Врбица је насеље у Србији у општини Кладово у Борском округу. Према попису из 2022. у насељу је било 473 становника (према попису из 2011. било је 782 становника, према попису из 2002. било је 783 становника).

## Демографија
Према последњем попису из 2022. године у насељу је живело 473 становника што је за 309 мање у односу на 2011. када је на попису било 782 становника. У насељу живи 426 пунолетних становника, а просечна старост становништва износи 54,94 година (52,44 код мушкараца и 57,14 код жена).
Према подацима пописа из 2022. у насељу има 214 домаћинства, а просечан број чланова по домаћинству је 2,21. а према истом попису у насељу има 482 стамбених јединица од којих је 355 насељених.
Ово насеље је великим делом насељено Србима (према попису из 2002. године).
|  |

| Демографија | Демографија | Демографија |
| Година      | Становника  | Становника  |
| ----------- | ----------- | ----------- |
| 1948.       | 970         |             |
| 1953.       | 1.123       |             |
| 1961.       | 1.058       |             |
| 1971.       | 1.226       |             |
| 1981.       | 1.233       |             |
| 1991.       | 1.155       | 976         |
| 2002.       | 783         | 1.087       |
| 2011.       | 782         |             |
| 2022.       | 473         |             |

| Етнички састав према попису из 2002.‍ | Етнички састав према попису из 2002.‍ | Етнички састав према попису из 2002.‍ | Етнички састав према попису из 2002.‍ | Етнички састав према попису из 2002.‍ |
| ------------------------------------ | ------------------------------------ | ------------------------------------ | ------------------------------------ | ------------------------------------ |
|                                      |                                      |                                      |                                      |                                      |
| Срби                                 | Срби                                 |                                      | 733                                  | 93,61%                               |
| Власи                                | Власи                                |                                      | 30                                   | 3,83%                                |
| Румуни                               | Румуни                               |                                      | 13                                   | 1,66%                                |
| Југословени                          | Југословени                          |                                      | 1                                    | 0,12%                                |
| непознато                            | непознато                            |                                      | 2                                    | 0,25%                                |

| Година пописа     | 1948. | 1953. | 1961. | 1971. | 1981. | 1991. | 2002. |
| ----------------- | ----- | ----- | ----- | ----- | ----- | ----- | ----- |
| Број домаћинстава | 211   | 219   | 250   | 261   | 269   | 266   | 282   |

| Број чланова      | 1  | 2  | 3  | 4  | 5  | 6  | 7 | 8 | 9 | 10 и више | Просек |
| ----------------- | -- | -- | -- | -- | -- | -- | - | - | - | --------- | ------ |
| Број домаћинстава | 60 | 90 | 43 | 53 | 17 | 17 | 1 | 1 | 0 | 0         | 2,78   |

| Пол    | Укупно | Неожењен/Неудата | Ожењен/Удата | Удовац/Удовица | Разведен/Разведена | Непознато |
| ------ | ------ | ---------------- | ------------ | -------------- | ------------------ | --------- |
| Мушки  | 318    | 53               | 233          | 19             | 12                 | 1         |
| Женски | 362    | 32               | 236          | 76             | 16                 | 2         |
| УКУПНО | 680    | 85               | 469          | 95             | 28                 | 3         |

| Пол    | Укупно                    | Пољопривреда, лов и шумарство | Рибарство                            | Вађење руде и камена | Прерађивачка индустрија       |
| ------ | ------------------------- | ----------------------------- | ------------------------------------ | -------------------- | ----------------------------- |
| Мушки  | 115                       | 15                            | 9                                    | 0                    | 17                            |
| Женски | 32                        | 14                            | 0                                    | 0                    | 3                             |
| УКУПНО | 147                       | 29                            | 9                                    | 0                    | 20                            |
| Пол    | Производња и снабдевање   | Грађевинарство                | Трговина                             | Хотели и ресторани   | Саобраћај, складиштење и везе |
| Мушки  | 13                        | 1                             | 7                                    | 4                    | 30                            |
| Женски | 1                         | 0                             | 4                                    | 0                    | 0                             |
| УКУПНО | 14                        | 1                             | 11                                   | 4                    | 30                            |
| Пол    | Финансијско посредовање   | Некретнине                    | Државна управа и одбрана             | Образовање           | Здравствени и социјални рад   |
| Мушки  | 1                         | 3                             | 6                                    | 1                    | 1                             |
| Женски | 0                         | 2                             | 1                                    | 1                    | 4                             |
| УКУПНО | 1                         | 5                             | 7                                    | 2                    | 5                             |
| Пол    | Остале услужне активности | Приватна домаћинства          | Екстериторијалне организације и тела | Непознато            | Непознато                     |
| Мушки  | 2                         | 0                             | 0                                    | 5                    | 5                             |
| Женски | 2                         | 0                             | 0                                    | 0                    | 0                             |
| УКУПНО | 4                         | 0                             | 0                                    | 5                    | 5                             |